# Marigny-en-Orxois
Marigny-en-Orxois é uma comuna francesa na região administrativa de Altos da França, no departamento de Aisne. Estende-se por uma área de 15,56 km². Em 2010 a comuna tinha 506 habitantes (densidade: 32,5 hab./km²).